# 澳廣視體育新聞
《體育新聞》（英語：Sports News）是澳門廣播電視股份有限公司新聞及資訊部製作的體育新聞資訊節目，於澳視澳門、澳門資訊及 澳門體育播出。

## 節目歷史
- 2009年10月1日，澳視體育開播，於每晚開始製作並播出兩節該節目。初期分別是20:20及22:20。
- 2012年8月，為配合澳廣視新聞改版，澳視澳門於23:50增設一節。
- 2012年9月3日，澳門資訊頻道啟播，與澳視澳門同步播出23:50一節。
- 2018年，23:50一節節目中增設中文字幕。
- 2019年，因澳視體育提早在07:00開播，並於07:00增設一節。
- 2020年7月起因原有高清新聞演播室進行翻新和裝修，改在虛擬演播室播出。
- 2021年1月13日，新聞演播室經翻新和裝修後重新啟用，並更換節目包裝。如與其他新聞節目衝突將改在虛擬演播室播出。

## 主播
李子健、李子傑、劉麗芳

## 播放時間
| 日子 | 時間        | 播出頻道           | 備註                         |
| ---- | ----------- | ------------------ | ---------------------------- |
| 每日 | 13:00-13:15 | 澳門體育           |                              |
| 每日 | 20:50-21:00 | 澳門體育           | 如直播部分體育賽事將延遲播出 |
| 每日 | 22:50-23:00 | 澳門體育           | 如直播部分體育賽事將延遲播出 |
| 每日 | 23:50-00:00 | 澳視澳門、澳門資訊 |                              |
| 每日 | 01:50-02:00 | 澳門資訊           | 重播                         |

## 特殊安排
- 澳門體育如直播大型體育賽事延時，節目將延遲至中場休息或結束後數分鐘播出。
- 澳視澳門如直播大型除夕倒數活動 (2020年除外，中途插播除夕倒數片段 [1])，節目將在延遲的《晚間新聞》節目結束後播出。
- 如發出八號或以上風球期間、如8月上旬和9月下旬澳門出現2019冠狀病毒病澳門疫情輸入相關個案進入即時預防狀態首日和進行全民核酸檢測計劃期間，澳門資訊《體育新聞》重播暫停。
- 8月27日至9月10日期間，因進行2021年澳門立法會選舉競選宣傳，澳門資訊《體育新聞》重播延至02:00播出。

## 外部連結
- 澳廣視新聞主頁 （页面存档备份，存于）
- 澳廣視新聞facebook專頁 （页面存档备份，存于）
- 澳廣視-體育資訊-體育新聞 （页面存档备份，存于）